# Feeding Sea Lions
Pour plus de détails, voir Fiche technique et Distribution.
Feeding Sea Lions est un film américain en noir et blanc, sorti en 1900. Il a été produit par Siegmund Lubin.